# Outsiders (dj)
Cem Araci (Den Haag, 11 juli 1985), beter bekend onder zijn artiestennaam Outsiders, is een Nederlandse dj.

## Levensloop

### Jonge jaren
Araci begon zijn muzikale reis op de leeftijd van 12 jaar, waarbij hij zich toelegde op het draaien van vinylplaten met de ambitie om het Nederlandse club- en feestcircuit te domineren.

### Carrière
In 2008 vormde hij samen met Murat Meijer de groep Outsiders. Na het vertrek van Meijer in 2014, zette Araci de naam solo voort, wat resulteerde in het ontvangen van drie gouden platen en een platina plaat voor zijn muziek. Onder het label ROQ 'N Rolla Music werkt Araci veel samen met artiesten als Darkraver, Snelle en met Jebroer. In 2018 opende hij een snackbar genaamd Rebl Snacks, waarbij hij aankondigde dat hij van plan was om meerdere snackbars te openen en de "snackbar-koning" van Den Haag te worden. In 2019 werkte Araci samen met de Brabantse volkszanger Django Wagner aan een remix van het nummer Kali. Deze fusie van hardstyle en het levenslied werd een groot succes en werd op Spotify meer dan 18 miljoen keer beluisterd.
Tijdens de coronapandemie in 2020, sprak Araci zich uit over de impact van de pandemie op de dance scene en zette zich in om de industrie te ondersteunen. In datzelfde jaar opende hij een vestiging van de DJ School Nederland in Den Haag, een instelling die privélessen biedt op het gebied van DJ'en en produceren. Ook werkte hij samen met Jebroer aan een nummer genaamd Flitsmeister. In hetzelfde jaar scoorde hij samen met Wagner een nummer 1-hit met een hardstyle nummer over de heropening van de horeca.
Araci is ook de oprichter van Rebl Records, een platenlabel dat zich richt op hard dance muziek. Onder dit label worden muziek en een kledinglijn geproduceerd.

## Discografie
| Jaar | Artiesten                                           | Nummer                 | Opmerking(en) |
| ---- | --------------------------------------------------- | ---------------------- | ------------- |
| 2024 | Outsiders en Vinzzent                               | Dromendans             |               |
| 2024 | Outsiders en Charly Lownoise                        | Free                   |               |
| 2023 | Outsiders en Gerard Joling                          | Zing met me mee        |               |
| 2022 | Outsiders                                           | Gimme Bass             |               |
| 2021 | Outsiders en Harris & Ford                          | Irrenhaus              |               |
| 2020 | Outsiders                                           | Kogels                 |               |
| 2020 | Outsiders en Django Wagner                          | We komen terug         |               |
| 2020 | Outsiders en Nienke Plas                            | Zo mooi                |               |
| 2019 | Outsiders De Kraaien                                | 1 Team                 |               |
| 2019 | Jebroer & Outsiders                                 | Flitsmeister           |               |
| 2018 | The Darkraver Outsiders, Billy the Kit & De Kraaien | Het zwarte schaap      |               |
| 2018 | Jebroer, Outsiders & Darkraver                      | Vaderland              |               |
| 2018 | Outsiders & Jebroer                                 | Hatsikidee             |               |
| 2016 | Jebroer & Outsiders                                 | Helicopter             |               |
| 2009 | Amanda Wilson & Outsiders                           | Keep this fire burning |               |